# Porothamnium variifolioides
Porothamnium variifolioides là một loài rêu trong họ Neckeraceae. Loài này được De Sloover mô tả khoa học đầu tiên năm 1983.